# Pękanino (powiat białogardzki)
Pękanino (niem. Groß Panknin) – wieś sołecka w Polsce położona w województwie zachodniopomorskim, w powiecie białogardzkim, w gminie Białogard. W latach 1975–1998 wieś należała do województwa koszalińskiego. W roku 2007 wieś liczyła 73 mieszkańców.
Osada wchodząca w skład sołectwa: Pękaninko.

## Geografia
Wieś leży ok. 1 km na północny wschód od Białogardu, pomiędzy Białogardem a miejscowością Nosówko.

## Zabytki i ciekawe miejsca
We wsi znajdują się dwa nieczynne ewangelickie cmentarze założone w XIX wieku:
- o pow. 1,00 ha, z pomnikiem przyrody – wysoka aleja 17 lip drobnolistnych o obw. 152–218 cm, pojedyncze dęby szypułkowe oraz roślinność kserotermiczna jak np. rozchodnik ostry, pajęcznica gałęzista i goździk piaskowy
- o pow. 0,44 ha, przy drodze do Kościernicy z pomnikiem przyrody – wysoka aleja dziewięciu lip drobnolistnych o obw. 150–210 cm, w runie rosną bluszcz i konwalia majowa.

Budynki mieszkalne o konstrukcji ryglowej (zagroda nr 2, 13, 14, 16), stodoła o konstrukcji ramowej (zagroda nr 22).

## Przyroda
Dawniej po obu stronach drogi do Kościernicy rosły lipy drobnolistne i klony zwyczajne o obw. 184–279 cm tworząc aleję o długości 1750 m.

## Turystyka
Przez wieś prowadzi lokalny, turystyczny szlak rowerowo-pieszy Szlak wschodni wokół Białogardu.

## Gospodarka
Rolnicy uprawiają większe areały warzyw.

## Komunikacja
W miejscowości znajduje się przystanek komunikacji autobusowej.